# Heteromeringia australiae
Heteromeringia australiae är en tvåvingeart som beskrevs av Malloch 1926. Heteromeringia australiae ingår i släktet Heteromeringia och familjen träflugor. Inga underarter finns listade i Catalogue of Life.